# Соната для фортепіано № 2 (Прокоф'єв)
Соната для фортепіано № 2 С. Прокоф'єва ре мінор, Op. 14 написана 1912 року.
Прем'єра відбулася 5 лютого 1914 року в Москві у виконанні композитора. Прокоф'єв присвятив сонату своєму другу і однокурсникові по Санкт-Петербурзькій консерваторії, Максиміліану Шмітгофу, який наклав на себе руки у 1913 році.
Складається з 4-х частин:
1. Allegro, ma non troppo - Più mosso - Tempo primo
2. Scherzo. Allegro marcato
3. Andante
4. Vivace - Moderato - Vivace